# Schlagermelodier -94
Schlagermelodier -94 är ett samlingsalbum från 1994 med de svenska schlager-melodier som medverkade i den alternativa Schlagerfestivalen i TV 3 blandat med några av bidragen från Melodifestivalen 1994, bland annat vinnarlåten "Stjärnorna" med Marie Bergman och Roger Pontare. Albumet gavs ut av Bert Karlsson, som var initiativtagare till Schlager-SM i TV 3.

## Låtlista
1. Stjärnorna - Marie Bergman & Roger Pontare (P.Bertilsson-M.Littwold)
2. Viva! Fernando Garcia - Jenny Öhlund (B.Månsson-K.Svenling)
3. Kom och dela min hemlighet - Tina Röklander (A.Dannvik-S-.Moberg)
4. Europa - Nick Borgen (N.Borgen)
5. Någonting har hänt - Barbados (J.Thunqvist-K.Svenling)
6. Det är aldrig för sent - Carina & Michael Jaarnek (K.Å.Noren-K.Å.Noren/C.Johansson)
7. Tro på mej - Pernilla Emme (B.Johansson-M.Klaman)
8. Som en dröm - Ann-Cathrine Wiklander (J.Johansson-K.Almgren)
9. Stanna hos mej - Cayenne (L.Palmeklint)
10. Himlen är nära - Lisbeth Jagedal & Olle Hallstedt (B.Ljunggren-H.Almqvist-K.Svenling)
11. Små minnen av dej  - Nick Borgen (J.Johansson-P.Breidensjö)
12. Det finns i dej - Björn Hedström & Lotta Arthuren (P.Breidensjö)
13. En bland miljoner  - Anneli Axson (A.Dannvik-P.Andreasson)
14. Innan du går - Niklas Amran (P.Breidensjö)
15. Som en ängel i natten  - Thor-Erics (M.Klaman-T.Gjers-H.Skoog)
16. Jag stannar hos dej - Jonny Lindé (S.Berg)